# Maifeld Derby
Maifeld Derby ist ein Musikfestival in Mannheim, das seit 2011 jährlich am Reitstadion des Mannheimer Maimarktgeländes stattfindet. Seit der 3. Auflage 2013 ist das Festival dreitägig. Organisator des Festivals ist Timo Kumpf.

## Geschichte
Bei dem 4. Maifeld Derby (2014) wurde zum ersten Mal eine Besucherzahl von 10.000 überschritten. Damit hat sich die Besucherzahl seit der ersten Festival-Auflage vor drei Jahren mehr als verdreifacht.
Maifeld Derby wurde 2016 von den Lesern der Intro zum zweitbesten Festival Deutschlands gewählt und von Musikexpress als Festival mit dem besten Line Up in Deutschland bezeichnet.
Im Jahr 2017 fand Maifeld Derby mit neuer Rekordzahl von 15.000 Besuchern zum 7. Mal statt. Das Programm war auf vier Bühnen verteilt:
- Palastzelt, großes Zirkuszelt
- Fackelbühne, große Open-Air-Bühne
- Parcours d'amour, kleinere Bühne auf der Tribüne des Reitstadions
- Brückenaward-Zelt, kleines Zirkuszelt

Zahlreiche Auftritte wurden 2017 von ARTE Concert gefilmt und live übertragen. Im Jahr 2020 gab es keine Auflage. 2021 wurde die Besucherzahl auf Grund der Corona-Auflagen auf 1500 begrenzt.

## Festivals nach Jahren
| Maifeld Derby Festival Übersicht | Maifeld Derby Festival Übersicht | Maifeld Derby Festival Übersicht | Maifeld Derby Festival Übersicht |
| Name                             | von – bis                        | LineUp (Auswahl) | Besucher                         |
| -------------------------------- | -------------------------------- | --- | -------------------------------- |
| 10. Maifeld Derby                | 3. – 5. September 2021           | Sophie Hunger, The Notwist, Drangsal, Efterklang, Sophia Kennedy, Anika, Dagobert, Dives, Licia, C’est Karma |                                  |
| 9. Maifeld Derby                 | 14. – 16. Juni 2019              | The Streets, Hot Chip, Faber, Von Wegen Lisbeth, Parcels, Madrugada, Tocotronic, Sleaford Mods, HVOB, Gurr, Amyl and the Sniffers, Balthazar, Teenage Fanclub, AnnenMayKantereit (als Überraschungsgast) |                                  |
| 8. Maifeld Derby                 | 15. – 17. Juni 2018              | Editors, Eels, The Kills, Nils Frahm, Black Rebel Motorcycle Club, Deerhunter, The Wombats, Gus Dapperton, Wolves in the Throne Room, Ilgen-Nur, Sam Vance-Law, Sind, Ätna |                                  |
| 7. Maifeld Derby                 | 16. – 18. Juni 2017              | Freitag: Bilderbuch, Cigarettes After Sex, Friends of Gas, Kikagaku Moyo, Marlon Williams, Rue Royale, SOHN, Trentemøller, Voodoo Jürgens, Why? Samstag: Acid Arab, American Football, Dear Reader, Kate Tempest, Klez.e, Metronomy, Minus the Bear, Moderat, Ryley Walker, Temples Sonntag: Amanda Palmer (The Dresden Dolls) & Edward Ka-Spel (Legendary Pink Dots), King Gizzard & the Lizard Wizard, King Khan and the Shrines, Mitski, Primal Scream, Slowdive, Thurston Moore Group, Spoon, Whitney | 15.000                           |
| 6. Maifeld Derby                 | 3. – 5. Juni 2016                | Boy, Daughter, Dinosaur Jr., Explosions in the Sky, Flume, James Blake, Kadavar, Meute, MØ |                                  |
| 5. Maifeld Derby                 | 22. – 24. Mai 2015               | Archive, Arnold Stadler & Get Well Soon, Brand New, Fink (UK), Ghostpoet, Gisbert zu Knyphausen & Kid Kopphausen Band, José González, Mogwai, Mew, Róisín Murphy, Sizarr, The Soft Moon, Wanda |                                  |
| 4. Maifeld Derby                 | 30. Mai – 1. Juni 2014           | Future Islands, Get Well Soon & Le Grand Ensemble, Johnossi, The National, Temples, Warpaint | 12.000                           |
| 3. Maifeld Derby                 | 31. Mai – 2. Juni 2013           | CocoRosie, Daughter, Efterklang, Gold Panda, Leslie Clio, The Notwist, Sizarr, Sophie Hunger, Thees Uhlmann, Wallis Bird | 9.000                            |
| 2. Maifeld Derby                 | 18. – 19. Mai 2012               | Blood Red Shoes, Friska Viljor, Frittenbude, John K. Samson, Long Distance Calling, Olli Schulz, We Invented Paris | 3.500                            |
| 1. Maifeld Derby                 | 20. – 21. Mai 2011               | Get Well Soon, Katzenjammer, Slut, Wallis Bird, Hundreds, Mikroboy, Ra Ra Riot | 3.000                            |

## Bildergalerie

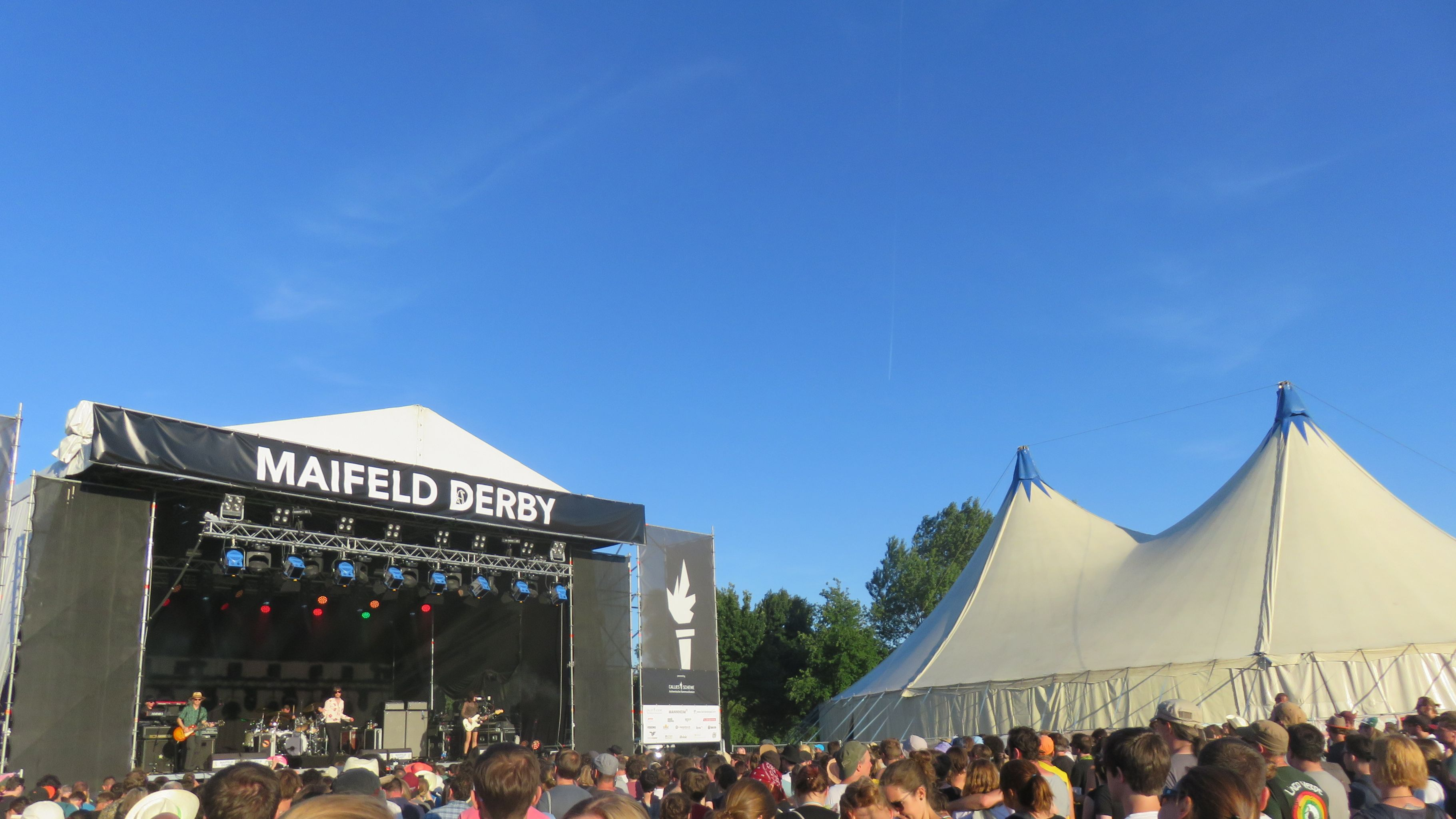
Primal Scream auf der Fackelbühne (links) und Brückenaward-Zelt (rechts), 2017
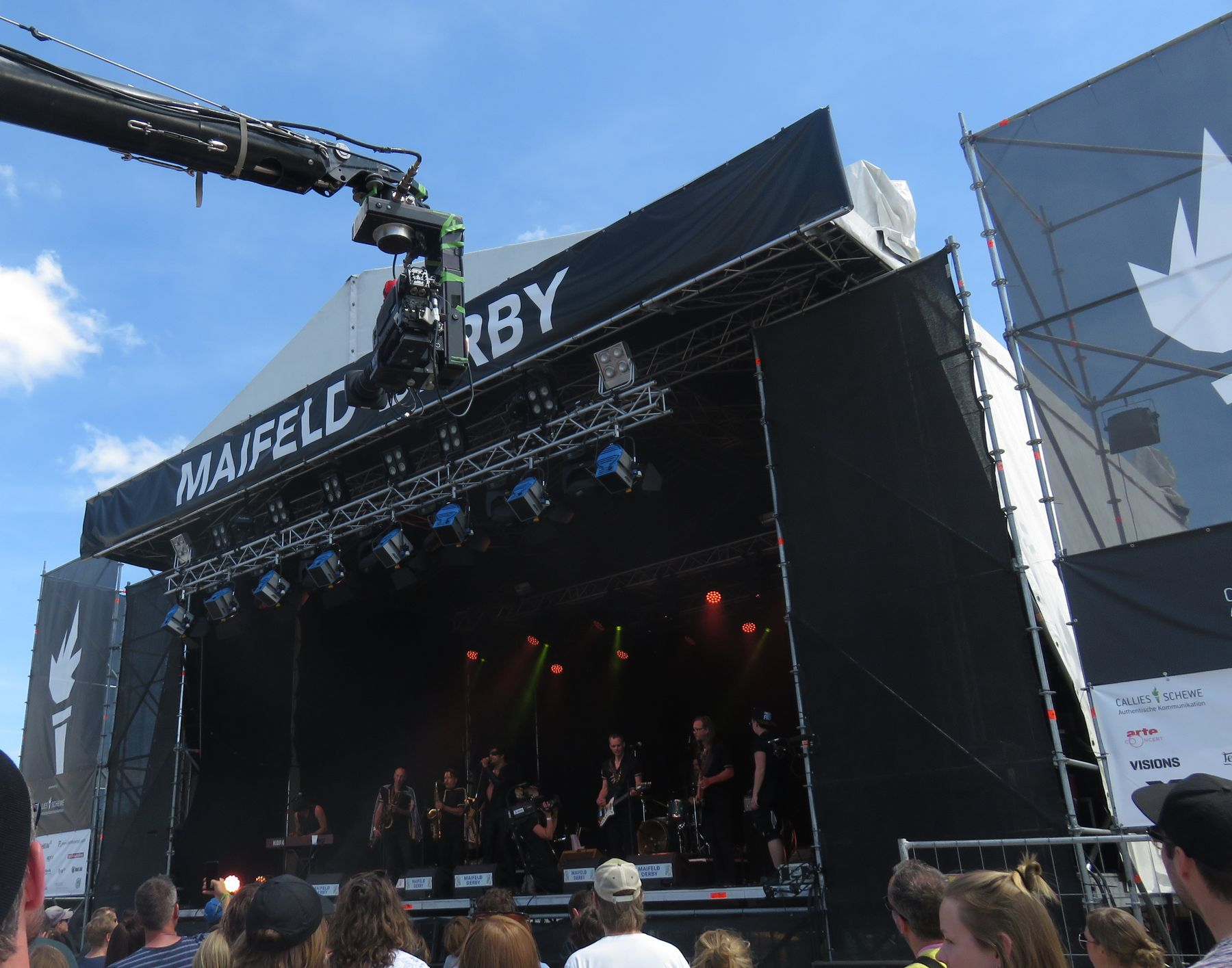
King Khan and the Shrines auf der Fackelbühne, gefilmt von einer Kamera für ARTE Concert, 2017
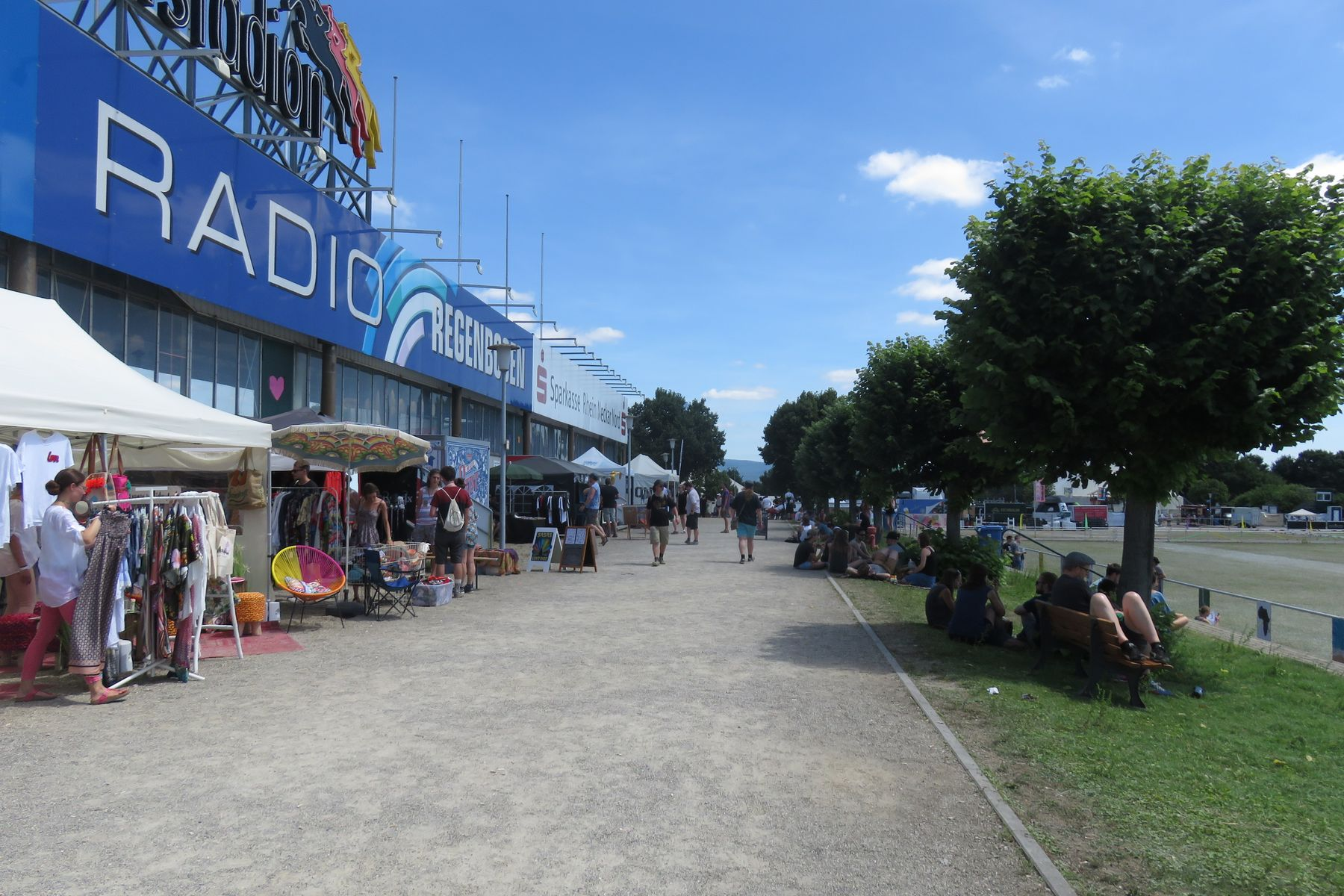
Stände am Pferderennbahn (links)
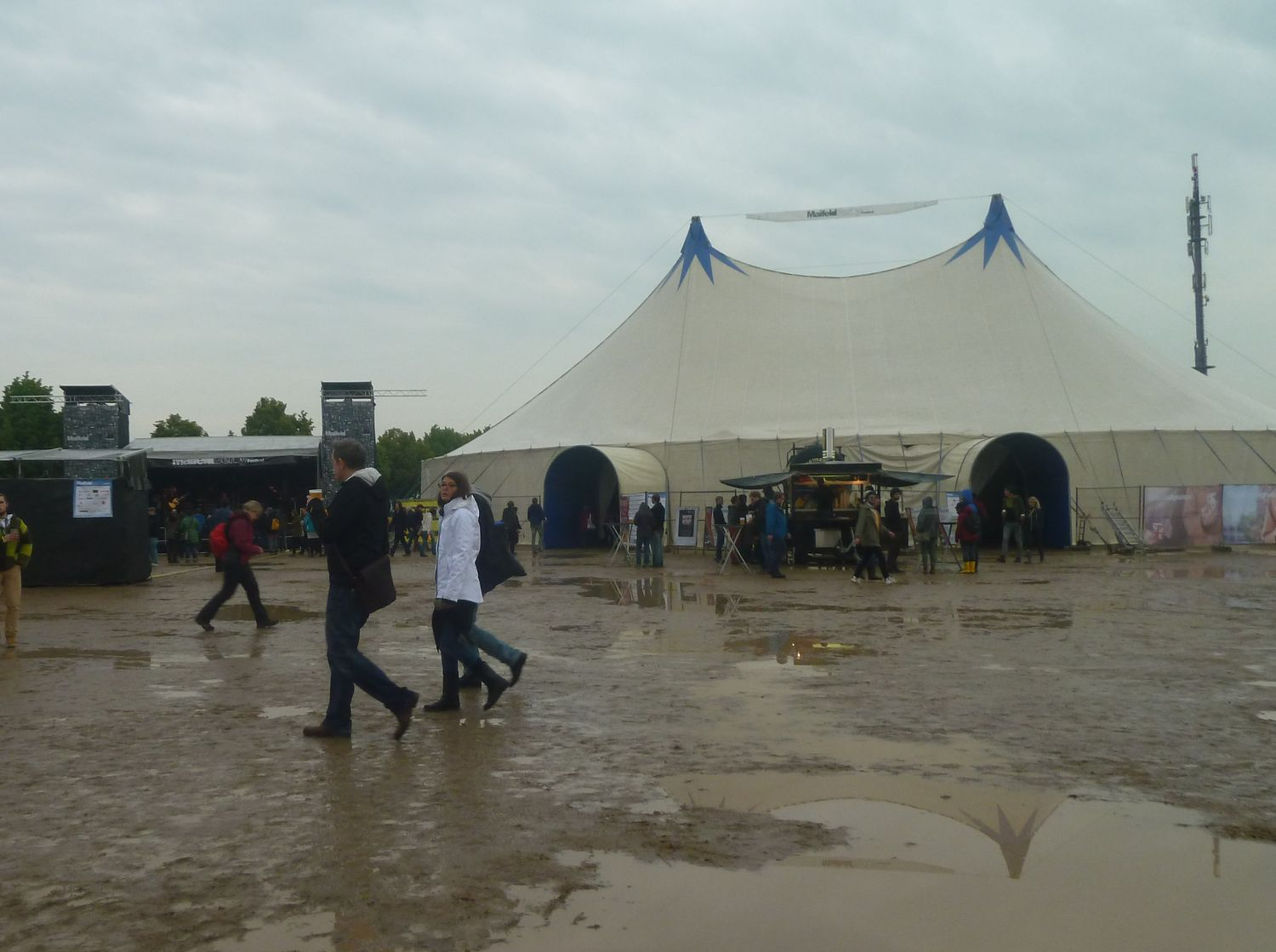
3. Maifeld Derby 2013: Zirkuszelt mit der Hauptbühne und damals recht kleine Open-Air-Bühne bei regnerischem Wetter
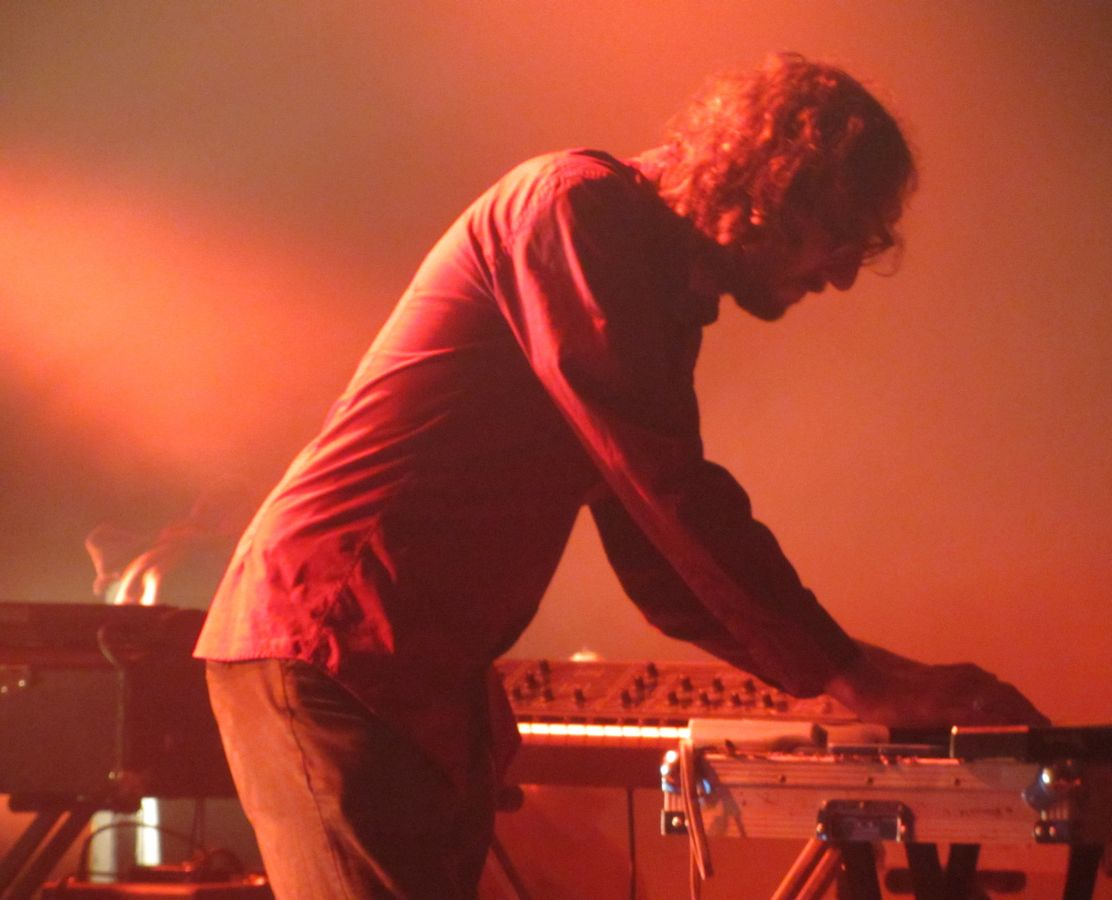
Notwist auf dem 3. Maifeld Derby